# Münsterhausen
Münsterhausen é um município da Alemanha, localizado no distrito de Günzburg, no estado de Baviera.